# Oberea neutralis
Oberea neutralis är en skalbaggsart som beskrevs av Francis Polkinghorne Pascoe 1867. Oberea neutralis ingår i släktet Oberea och familjen långhorningar.
Artens utbredningsområde är Sulawesi. Inga underarter finns listade i Catalogue of Life.